# Guillaume Emmanuel Guignard de Saint-Priest
Guillaume Emmanuel Guignard de Saint-Priest (Costantinopoli, 4 marzo 1776 – Laon, 29 marzo 1814) è stato un generale russo di origine francese, che ha combattuto morendo durante le guerre napoleoniche.
Era figlio primogenito del conte François-Emmanuel Guignard de Saint-Priest, diplomatico e uomo di stato francese durante l'ancient régime, che emigrò nel 1795 a causa della Rivoluzione francese.

## Biografia
Dopo aver frequentato l'Università di Heidelberg, entrò nell'Armata imperiale russa e partecipò nel 1805, come comandante del Reggimento dei cacciatori della Guardia "Ieguerski", alla battaglia di Austerlitz per la quale ricevette la Croce di cavaliere di IV classe dell'Ordine di San Giorgio.
Nel 1807 partecipò alla battaglia di Eylau, nella quale rimase gravemente ferito. Partecipò quindi nel 1812 alla Campagna di Russia ed il 20 ottobre di quell'anno venne promosso luogotenente generale.
Nel 1813 combatté a Lebau ed a Bischofswerda. Durante la guerra della sesta coalizione si distinse a Coblenza ed a Magonza.
Nel marzo del 1814 comandava un corpo costituito da due divisioni russe di fanteria e da una divisione prussiana, quando ricevette l'ordine di attestarsi a St. Dizier per assicurare le comunicazioni fra l'armata della Boemia, di Schwarzenberg, e quella della Slesia, di Blücher.
Egli volle tuttavia cogliere una facile occasione: la conquista dell'importante città francese di Reims, ove s'installò. La notte fra il 13 ed il 14 marzo la città fu investita dalle truppe imperiali francesi, comandate dallo stesso Napoleone, che gl'inflissero una pesante sconfitta, conquistando la città.
Gravemente ferito e preso prigioniero, fu trasferito a Laon, ove dovettero amputargli un piede. Tuttavia non resistette alle conseguenze delle ferite subite e morì pochi giorni dopo.
La sua salma fu inumata nella cattedrale di Laon ove giace tuttora.

## Onorificenze
- Ordine di San Giorgio di IV classe 1806
- Ordine di San Giorgio di III classe 1810
- Ordine di San Giorgio di II classe 1814
- Ordine di San Vladimiro di II classe 1811
- Ordine di Sant'Anna di I classe 1810
- Spada d'oro al coraggio con diamanti
- Pour le Mérite